# Ammatomus coarctatus
Ammatomus coarctatus  (лат.) — вид песочных ос рода Ammatomus из подсемейства Bembicinae (триба Gorytini).
Палеарктика.
Осы мелкого размера (7-11 мм). Грудь густо пунктированная. Промежуточный сегмент в задней части покрыт волосками. Базальная жилка переднего крыла соединяется с субкостальной жилкой рядом с птеростигмой. Лицо узкое. На боках среднегруди эпикнемиальные кили отсутствуют. Гнездятся в земле. Ловят мелких цикадок. Вид был впервые описан в 1808 году итальянским энтомологом Максимилианом Спинолой (1780—1857).